# Tufara
Tufara est une commune italienne de la province de Campobasso, dans la région Molise.

## Géographie
Son territoire, à la frontière entre les Pouilles et la Campanie s'étend  environ sur 35 km2 du fond de la vallée du Fortore (240 m) jusqu'au lieu-dit Bosco Pianella (1 020 m). Le territoire, principalement formé de collines, est recouvert de forêts qui font place à de grands espaces de champs de céréales et aux plantations d'oliviers. Le centre du village est juché sur un grand rocher surplombé par le château Longobardo et par le clocher de l'Église Mère.

## Histoire
Après la chute de l'Empire romain au IVe siècle apr. J.-C., causé par les invasions française, de nombreux peuple ravage la péninsule de l'Italie. Les fréquentes invasions induit la population à régler lui-même dans des positions défensives dans un contrôle visuel du territoire et au-dessus toutes les routes principales comme la migration morceaux de mouton (tratturi), de cette façon à l'origine de la castra. castrum A est un groupe de maisons ou d'un espace clos et protégé dans lequel les paysans ont pris refuge. Tufara est l'un des castras qui survit aujourd'hui dans la région de Molise. Ce castrum, situé à un point de vue de la domination sur une partie de la voie de migration des moutons de Castel di Sangro (Abruzzes) à Lucera (Pouilles), a été inscrite dans le catalogue baronum établi entre les années 1150-1168 par les rois normands de Sicile, aux fins de contrôle par la réglementation générale de la conscription de toutes les forces disponibles pour la défense du royaume.
Après la chute de l'Empire romain au IVe siècle apr. J.-C., causé par les invasions barbares, de nombreux peuples ravagent la péninsule de l'Italie. Les fréquentes invasions induit la population à régler lui-même dans des positions défensives dans un contrôle visuel du territoire et au-dessus toutes les routes principales comme la migration morceaux de mouton (tratturi), de cette façon à l'origine de la castra. castrum A est un groupe de maisons ou d'un espace clos et protégé dans lequel les paysans ont pris refuge. Tufara est l'un des castra qui survit aujourd'hui dans la région de Molise. Ce castrum, situé à un point de vue de la domination sur une partie de la voie de migration des moutons de Castel di Sangro (Abruzzes) à Lucera (Pouilles), a été inscrite dans le catalogue baronum établi entre les années 1150-1168 par les rois normands de Sicile, aux fins de contrôle par la réglementation générale de la conscription de toutes les forces disponibles pour la défense du royaume.
Le château de Tufara a un ordre chronologique de distribution sur les trois avions, dont une partie de la plus faible (le niveau d'entrée) est certainement Lombard. Il est soulevé au-dessus d'une altitude de grès compact et présente trois parties enrichies de escarpement des murs-rideaux, tandis que le quatrième, où l'entrée s'ouvre, deux tours latérales.
Il n'existe pas de documents qui prouvent l'origine des Tufara. Le plus ancien document sur son histoire est la Borrellian Catalogue du XIIe siècle qui témoigne d'un certain Riccardo Marzano régie Tufara; Marzano a été l'une des familles les plus visibles de ce temps. la famille a pris fin à l'aube du XVe siècle dans l'un des luttes dynastiques Angevin. Dans les premières années du XVe siècle, ils ont vendu Tufara Gambatesa à la famille qui a tenu jusqu'en 1465, après les luttes politiques de ce propriétaire, Tufara transmis à l'État (la Couronne). Par l'arrêté royal du 3 mars 1465 Ferrante I d'Aragon Tufara accordé comme un fief à Giovanni della Candida. En 1512, Giovanni della Candida transféré à la Crispano famille, qui est mort à travers sa ligne de sexe féminin dans 1629. Il a été détenu par Caracciolo, Prince d'Avellino. Angelo Carafa Tufara acheté pour trente-et-un mille ducats. Son fils Camille, en 1636, vendu à Cesare Pignatelli, et de sa famille qui s'est tenue pour cent-et-quarante années sans interruption, jusqu'à l'abolition du féodalisme en 1806. Le dernier propriétaire de cette famille est Francesco Pignatelli, marquis de Castelnuovo.

## Économie
Dans ce village, on trouve un bazar (ferramenta), 3 bars, 1 restaurant Ever Green qui a déménagé et qui se trouve désormais en contrebas de Tufara, 2 boucheries, 2 librairies, 1 épicerie, un fleuriste, un photographe ainsi que 2 boulangeries.

## Langues
On y parle l'Italien mais également le Tufarolo, bien que ce dialecte se perd, au même titre que les autres dialectes.

## Fêtes, foires
- 23 août : Spaghettata : tout le monde se retrouve sur la Piazza Garibaldi pour avoir gratuitement un plat de spaghettis.
- 26 août : Cantine Aperte : les gens qui produisent le vin ouvrent leur cave et distribuent du vin gratuitement.
- 28 août : San Giovanni : fête patronale.
- Le mardi gras, un masque traditionnel erre partout le village, jusqu'à la fin du jour, en cherchant le carnaval : il s'agit du diable qui veut emporter les vices représentés au carnaval pour commencer la période du carême.

### Communes limitrophes
Castelvetere in Val Fortore, Celenza Valfortore, Gambatesa, Riccia, San Bartolomeo in Galdo, San Marco la Catola